# Diane védelmében
A Diane védelmében egy amerikai jogi és politikai televíziós drámasorozat, amelyet a CBS streaming szolgáltatásához készítenek, a CBS All Accesshez. A streaming szolgáltatás első saját gyártású sorozata. A sorozat A férjem védelmében folytatása, amelyet szintén Robert King és Michelle King készített. Az első évad 10 részből áll, 2017. február 19-én debütált. Első részét a CBS csatornán vetítették le, a maradék kilencet a CBS All Accessen adták. A sorozat bemutatását először 2017. májusára tervezték, de előre hozták, miután a Star Trek: Discovery premierjét a késések miatt el kellett halasztani.
A sorozat Diane Lockhart (Christine Baranski) életét követi, ahogy kitúrják cégéből, a Lockhart, Deckler, Gussman, Lee, Lyman, Gilbert-Lurie, Kagan, Tannebaum, & Társaiból egy hatalmas pénzügyi átverés után, amely keresztlánya, Maia (Rose Leslie) hírnevébe és Diane megtakarításaiba kerül és arra készteti őket, hogy csatlakozzanak Lucca Quinnhez (Cush Jumbo), Chicago egyik kimagasló ügyvédi irodájánál. Főbb szerepekben Baranski, Leslie, Jumbo, Erica Tazel, Sarah Steele, Justin Bartha és Delroy Lindo, visszatérő szerepekben Paul Guilfoyle és Bernadette Peters. 2017. március 15-én a CBS All Access berendelte a második évadot.  2018. május 2-án a harmadik évadot is megrendelték. 

## Előzmény
Egy évvel A férjem védelmében fináléja után egy hatalmas pénzügyi átverés elpusztítja a fiatal ügyvéd, Maia hírnevét valamint mentora, Diane Lockhart, elveszti minden megtakarítását. Mindkettejüknek el kell hagynia a Lockhart, Deckler, Gussman, Lee, Lyman, Gilbert-Lurie, Kagan, Tannebaum, & Társai ügyvédi irodát és Diane korábbi beosztottjához, Lucca Quinnhez csatlakoznak a Reddick, Boseman, & Kolstadnál, egy tekintélyes afroamerikai céghez, akik az Illinois állambeli rendőrségi túlkapásokkal foglalkozó ügyeikkel szereznek maguknak hírnevet.

## Szereplők

### Főszereplők
| Színész(nő)        | Szerepnév            | Magyar hang       |
| ------------------ | -------------------- | ----------------- |
| Christine Baranski | Diane Lockhart       | Kocsis Mariann    |
| Rose Leslie        | Maia Rindell         | Nemes Takách Kata |
| Erica Tazel        | Barbara Kolstad      | Erdős Borcsa      |
| Sarah Steele       | Marissa Gold         | Csuha Borbála     |
| Cush Jumbo         | Lucca Quinn          | Peller Mariann    |
| Delroy Lindo       | Adrian Boseman       | Vass Gábor        |
| Justin Bartha      | Colin Morello        | Széles Tamás      |
| Audra McDonald     | Liz Reddick-Lawrence |                   |

### Vendég- és mellékszereplők
| Színész               | Szerep            | Magyar hang          |
| --------------------- | ----------------- | -------------------- |
| Adam Heller           | Willbur Dincon    | Imre István          |
| Anthony Rapp          | Glenn             |                      |
| Bernadette Peters     | Lenore Rindell    | Bertalan Ágnes       |
| Carrie Preston        | Elsbeth Tascioni  | Törtei Tünde         |
| Chalia La Tour        | Yesa Mancini      | Lamboni Anna         |
| Christine Lahti       | Andrea Stevens    |                      |
| David A. Gregory      | Zach Devine       |                      |
| Denis O'Hare          | Charles Abernathy | Galbenisz Tomasz     |
| Dylan Baker           | Colin Sweeney     |                      |
| Gary Cole             | Kurt McVeigh      | Papucsek Vilmos      |
| Heléne Yorke          | Amy Breslin       | Urbán Andrea         |
| Jayne Haudyshell      | Renée             |                      |
| Jerry Adler           | Howard Lyman      |                      |
| John Benjamin Hickey  | Neil Gross        | Czvetkó Sándor       |
| John Cameron Mitchell | Felix Staples     | Kisfalusi Lehel      |
| John Clarence Stewart |                   |                      |
| Leopold Manswell      | Toby Kendall      |                      |
| Mamie Gummer          | Nancy Crozier     |                      |
| Matthew Perry         | Mike Kresteva     | Csík Csaba Krisztián |
| Michael Boatman       | Julius Cain       | Rajkai Zoltán        |
| Mike Colter           | Lemond Bishop     |                      |
| Mike Pniewski         | Frank Landau      |                      |
| Nyambi Nyambi         | Jay Dipersia      | Papp Dániel          |
| Paul Guilfoyle        | Henry Rindell     | Berzsenyi Zoltán     |
| Scott Aiello          |                   |                      |
| Scott Bryce           | Rupert Lennox     | Haagen Imre          |
| Sherman Howard        | Ethan             |                      |
| Tom McGowan           | Jax Rindell       | Vári Attila          |
| Wallace Shawn         | Charles Lester    |                      |
| Wendell B. Franklin   | Ian Lawrence      |                      |
| Zach Greiner          | David Lee         |                      |

## Epizódok
| Évad | Évad | Epizódok | Eredeti sugárzás    | Eredeti sugárzás    | Eredeti adó    | Magyar sugárzás      | Magyar sugárzás    | Magyar adó |
| Évad | Évad | Epizódok | Évadpremier         | Évadfinálé          | Eredeti adó    | Évadpremier          | Évadfinálé         | Magyar adó |
| ---- | ---- | -------- | ------------------- | ------------------- | -------------- | -------------------- | ------------------ | ---------- |
|      | 1    | 10       | 2017. február 19.   | 2017. április 16.   | CBS All Access | 2017. szeptember 6.  | 2017. november 8.  | HBO 3      |
|      | 2    | 13       | 2018. március 4.    | 2018. május 27.     | CBS All Access | 2018. április 15.    | 2018. július 8.    | HBO 3      |
|      | 3    | 10       | 2019. március 14.   | 2019. május 16.     | CBS All Access | 2019. május 2.       | 2019. július 4.    | HBO 3      |
|      | 4    | 7        | 2020. április 9.    | 2020. május 28.     | CBS All Access | 2020. augusztus 20.  | 2020. október 1.   | HBO 3      |
|      | 5    | 10       | 2021. június 24.    | 2021. augusztus 26. | Paramount+     | 2021. szeptember 17. | 2021. november 19. | HBO 3      |
|      | 6    | 10       | 2022. szeptember 8. | 2022. november 10.  | Paramount+     | 2023. március 26.    | 2023. május 28.    | HBO 3      |

## Fordítás
- Ez a szócikk részben vagy egészben  a   The Good Fight című angol Wikipédia-szócikk ezen változatának fordításán alapul.  Az eredeti cikk szerkesztőit annak laptörténete sorolja fel. Ez a jelzés csupán a megfogalmazás eredetét és a szerzői jogokat jelzi, nem szolgál a cikkben szereplő információk forrásmegjelöléseként.